# サンタバーバラ航空518便墜落事故
サンタバーバラ航空518便墜落事故（英: Santa Bárbara Airlines Flight 518）とは、2008年2月21日にベネズエラ・メリダ発カラカス行きの国内定期便として運航されていた、サンタバーバラ航空518便（機体:ATR 42-300（双発ターボプロップ機）、機体記号:YV1449）が離陸直後に山腹に墜落した事故である。乗客43人と乗組員のパイロット2人、客室乗務員1人が乗っていた。残骸は翌日発見されたが生存者はいなかった。2015年8月にインドネシア・パプア州でトリガナ航空267便墜落事故（死者54人）が発生するまで、ATR 42が関係する事故で犠牲者の数が最も多い事故であった。

## 事故当日の518便
- 乗員:3名
  - 運航乗務員：2名（機長・副操縦士）
  - 客室乗務員:1名
- 乗客:43名

## 事故の概略
アンデス山脈の高所に位置する大学と観光の都市であるメリダはより高い地形に囲まれており、夜行便は最寄りのアルベルト・カルネバリ空港では禁止されている。2008年2月21日、518便は空港からの最後の定期便であり、出発は現地時間の17時00分ごろであった。
離陸直後、双発ターボプロップのATR 42-300は「インディアンの顔」（スペイン語:La Cara del Indio）と呼ばれる標高13,000-フート (4,000 m)の切り立った岩壁に激突した。衝突前に遭難信号の発信はなかった。518便には乗客43人と乗員3人が搭乗していた。同機の残骸は2月22日に発見され、救助隊がヘリコプターと陸路で現地に向かったが、事故機は正面衝突して尾部を除き粉々になっており、生存者はいなかった。

## 事故の経過
518便がメリダ空港を発とうとした頃、丁度アビオール航空1116便がメリダ空港に着陸するため接近しつつあり、これを待って遅れるのを嫌った518便の機長と副操縦士は出発を急いだ。518便の使用機材であるATR-42の航法機器には立ち上げ手順があり、起動してから航法データが表示可能となるまで3分程度の同期時間が必要だったが、機長らはこの時間さえ惜しんで離陸滑走を開始した。
航法機器の同期が終わっていなかったので、計器は機体の姿勢と針路を表示できない状態だった。このため機長らは目視飛行を強いられたが、当時は雲量が多いため視界も悪かった上に、認可された正規の航路とは異なるルートで上昇しようとした。
離陸後、518便の機長らはアビオール1116便がシエラ・ネバダ山脈沿いに着陸進入しつつあることに配慮し、自機は北寄りのカーラ・デル・インディオ山脈沿いにコースを取るべく旋回した。ところが依然としてジャイロが機能していなかったことと視界の悪さのために機位を失い、そのまま岩壁に激突した。

## 墜落現場
墜落現場はメリダ州南西部のアンデス山脈中の高地であり、救助隊は当初到着に困難を来たした。518便が失踪し交信が途絶えた直後、山地の村民によると大きな音が聞こえ、衝突によるものではないかと思ったという。事故機の残骸はパラモ・ピエドラ・ブランカのコラオ・デル・コンドル地区にあるパラモ・デ・ムクチェスで発見された。同地はラグナ・デ・ラ・ペルラダから近い。捜索活動はベネズエラ西部の地方中核市であるバリナス市を拠点として実施された。

## 乗客
捜索救助活動と並行して、現地メディアは518便の搭乗名簿を発表した。犠牲者の大半はベネズエラ人であり、他にコロンビア人3人とアメリカ人1人がいた。
乗客の中には反チャベスの政治評論家であるイタロ・ルオンゴ (Italo Luongo) や、親チャベスのムクチェス（メリダ州の小都市）市長であるアレクサンダー・キンテーロ (Alexander Quintero) 、キンテーロの11歳の息子、連邦政府下の市民安全保障大臣 (federal under-minister for civic security) であるタレク・エル・アイサミの親戚2人もいた。53歳のアメリカ国民かつスタンフォード・ファイナンシャル・グループ銀行の幹部であるヴィヴィアン・グアーチ (Vivian Guarch) も事故で死亡した。
犠牲者の家族や友人は事故やその犠牲者に関する情報を載せたウェブサイトを作成した。
| 国籍           | 乗客数 | 乗員数 | 合計 |
| -------------- | ------ | ------ | ---- |
| ベネズエラ     | 37     | 3      | 40   |
| コロンビア     | 3      | 0      | 3    |
| アメリカ合衆国 | 1      | 0      | 1    |
| 合計           | 43     | 3      | 46   |

## 調査
コックピット・ボイス・レコーダーが残骸から回収された。2008年7月28日に公表された予備報告によると、乗務員は航法機器が正常に機能しない状態でメリダ空港からの離陸を強行し、空港を取り巻く山脈の中で機位を失い、位置を特定しようとしている最中に山腹に突入した。後の調査では操縦士が離陸前に義務付けられている準備手続きを怠った上に、認可されていない飛行ルートを辿ったことが判明した。
LagAd Aviation社が纏めた報告によると、事故原因は操縦士が離陸前チェックリストなどの飛行にとって極めて重要な手順を省略または誤ったことである。この結果、姿勢方位基準装置(AHRS)の初期化が離陸前に完了しなかった。518便は予定時刻に対して出発が遅れており（機長らが空港でコーヒーを飲んでいる間にうっかり時間を過ごすなどした）、気付くと乗客が搭乗を終えていたので、慌てた機長らが遅れを取り戻そうとした。このため離陸前チェックを急ぎ過ぎ、安全を確保するための確認手順がおろそかになった。2つ目の原因は、操縦士の自信過剰により、AHRSが機能していないのに気付いたにもかかわらず離陸を決断したことである。機長らはあと30秒でAHRSが同期完了するのを待ち切れずに離陸を開始した。AHRSなしで飛ぶということは、雲量が多く視界が不十分な状況下では、上昇中の針路を正しく維持出来ないことを意味した。

## 映像化
- メーデー!:航空機事故の真実と真相 第10シーズン第12話「28 SECONDS TO SURVIVE」―同番組によると、本事故後、メリダ空港そのものが商業航空には危険過ぎるとして使用が中止され、5年後の2014年に再開した。

## コックピット・ボイス・レコーダーの音声
以下の文章はCVRの写し（原文はスペイン語）を英訳したものである。
| 管制との交信内容を含むCVRの写し（英訳）                                                                      | 管制との交信内容を含むCVRの写し（英訳） | 管制との交信内容を含むCVRの写し（英訳） |
| 発言者 | 発言内容 | 日本語 |
| --- | --- | --- |
| TWR: タワー、CAM 1: 機長、CAM 2: 副操縦士、ROI116: アビオール1116便（最も近かった便）、GPWS=対地接近警報装置 | | |
| CAM 2 | Mérida Tower, good afternoon. Santa Barbara 518 is requesting startup and clearance for proposed flight to Maiquetia, tower 518.                                                     | メリダ管制塔、こんにちは。サンタバーバラ518便は マイケティアへの飛行許可を求める。管制塔、518。                                                                                    |
| TWR | 518, once doors closed startup is approved, altimeter 1018. Be advised a B190 of Avior two minutes ago checked over Lagunillas.                                                      | 518、ドアが閉まってからは、高度計1018でのスタートが認められています。2分前にアビオール航空B190がラグニヤス上空を通過しました。                                                     |
| CAM 2 | Roger with Avior via Lagunillas. QNH 1018, startup clearance received and doors closing, and expecting taxi clearance to runway 24. Santa Barbara 518.                               | ラグニヤス経由アビオール航空は了解。QNH1018、スタートアップ・クリアランスを受けてドアを閉じ、滑走路24へのタクシー・クリアランスを期待している。サンタバーバラ518。                 |
| CAM 1 | If possible, keep on the concrete ramp! | 可能ならコンクリートランプ(駐機する場所)に待機しておこう。 |
| CAM 2 | Mérida, Barbara 518 requests 180 turn to stay on the concrete. | メリダ、バーバラ518は、コンクリートの上に駐機するため180ターンを要求する。 |
| CAM 1 | If possible, keep on the concrete ramp. | 可能ならコンクリートランプ(駐機する場所)に待機。 |
| TWR | Standby for immediate taxi and Avior’s position… | 即急なタクシーに備えてください。あとアビオールの位置ですが... |
| TWR | Avior 1116 Mérida, position? | アビオール1116、位置は？ |
| ROI1116 | We are 8 miles out, confirming 8 miles outside Lagunillas, through 110 to 9 thousand feet. No problem, you can clear the Barbara and we’ll contact you inbound.                      | 我々はラグニヤスの外8マイルを確認していて、110から9,000フィートを通過している。問題ない。バーバラをクリアすればインバウンドで連絡する。                                            |
| TWR | So we’ll clear for takeoff (BBR 518) while you contact us when inbound. | では、（BBR518の）離陸の手続きをしますので、着信時にご連絡ください。 |
| TWR | Barbara 518, expedite your taxi to (runway) 24 and contact when ready for takeoff.                                                                                                   | バーバラ518、（滑走路）24へのタクシーを急ぎ、離陸の準備ができたら連絡してください。                                                                                                |
| CAM 2 | Expediting taxi to (runway) 24 and we’ll call when ready for takeoff. Santa Barbara 518.                                                                                             | （滑走路）24までのタクシーを急行し、離陸の準備ができたら連絡します。サンタバーバラ518。                                                                                            |
| CAM 1 | Look at this shit. | こいつを見てくれ。 |
| CAM 2 | Clearance for Santa Barbara 518. | サンタバーバラ518の離陸許可を。 |
| TWR | We are still waiting on the clearance. | 我々はまだ離陸許可を待っています。 |
| CAM 1 | It’s going to be a hell this shit. We’ll have to reset it during flight, what a crap!                                                                                                | 鬱陶しくなりそうだ。飛行中にリセットしなければならない。まいったな。 |
| CAM 2 | We’ll go visual | 有視界飛行で。 |
| CAM 1 | We’ll take off in the dark. Fuck! We didn’t see this shit! I won’t touch it; these gyros are fucked up again. The other day we also skipped this and we had to leave them like this. | 我々は暗闇の中で離陸ことねなるぞ。クソ！俺たちはこいつを見てなかったのか！？こいつを触りたくない。またジャイロはだめだ。先日もこれを省略して、こんな風に残すことになってしまった。 |
| TWR | Barbara 518, Maiquetia cleared you to 190, direct airport, 1655. | バーバラ518、マイケティアは190まして、空港へ直行。 |
| CAM 2 | Maiquetia Center clears Barbara 518 to Maiquetia W8 1-9-0, transponder 1655, Barbara 518 180 ready for departure.                                                                    | マイケティアセンターはバーバラ518にマイケティアW8 1-9-0を許可、トランスポンダ1655、バーバラ518 180は出発準備完了。                                                                 |
| TWR | Roger, winds 220 at 08, cleared for takeoff. | 了解しました。風は08に220、離陸を許可します。 |
| CAM 2 | Cleared for takeoff Runway 24, Santa Barbara 518. | 滑走路24離陸許可、サンタバーバラ518。 |
| CAM 1 | We can't see shit; if we can fix it we’ll go visual. We’ll fix it in flight. | 見えないぞ。飛行中に治せるなら治そう。 |
| CAM 1 | We’re ready to go; you have the controls if you want. | 私たちは準備ができているので、望むなら操縦できる。 |
| CAM 1 | Power set... positive | パワーセット...ポジティブ |
| CAM 2 | Gear up. We’re up | ギアアップ、浮上する。 |
| TWR | Avior 1116. Traffic airborne right now. | アビオール1116。現在飛行していますか。 |
| ROI1116 | Roger, 1116 is inbound over Lagunillas. | 了解、1116はラグニヤス上空を通過しています。 |
| CAM 1 | Roger. And as complementary information from us we’ll be a bit closer to the northern mountains my friend, so you’ll have a chance.                                                  | 了解。それから補足情報として、北の山に少しずつ近づいていきます。我が友よ。だから、チャンスですよ。                                                                                 |
| ROI1116 | Roger my friend, so we’ll keep closer to the southern mountains. | 了解、我が友よ。それには、南の山に近づくことが必要だ。 |
| CAM 1 | Go ahead. | おさきに。 |
| CAM 2 | Let’s keep white bugs + 10 | ホワイトバグ+10を維持しよう。 |
| CAM 1 | The same shit of the other day. | またこれだ。 |
| CAM 2 | The units are fucked up. | この部品は完全に駄目だな。 |
| CAM 1 | The last time was like this, we had to wait until… | 前もこんな感じだったから、...を待たないといけなかった。 |
| CAM 2 | Level at 400 feet | 高度400フィート |
| CAM 1 | We’re visual | 有視界飛行だ。 |
| CAM 1 | Level | 高度。 |
| CAM 1 | If you want we can start to turn, Denis. | もし望むなら、私たちは旋回を始められるぞ、デニス。 |
| CAM 1 | This way… it’s better | こっちの方が...いいよな。 |
| CAM 1 | I passed by here…(Laughs) | 通過した… (笑う) |
| CAM 1 | Let’s keep this heading… Ok? And let’s try to keep 141, Denis. | この機首方向を維持しよう…OK？ それと141を維持しよう、デニス。 |
| CAM 2 | Ok. | OK。 |
| CAM 2 | And manual... | あとマニュアルは… |
| CAM 1 | Turn a bit more to see if this compass works and keep it right there. | もう少し旋回して、このコンパスが機能するかどうかを確認して、そこを維持するぞ。 |
| CAM 1 | Let it there. | 任せる。 |
| CAM 1 | Denis, a bit more to the right. | デニス、もう少し右だ。 |
| CAM 2 | To the right? | 右に？ |
| CAM 1 | Yes, get to zero six seven (067) | そうだ、067にしよう。 |
| CAM 2 | Zero seven three (073) (GPWS Sounds) | 073 (GPWS Sounds) |
| CAM 1 | Denis, Denis! (The captain takes control of the airplane) | デニス、デニス！（機長が飛行機を操縦する） |
| CAM 2 | We’re at 074, aren’t we? | 今074だよな？ |
| CAM 2 | 360? | 360？ |
| TWR | 518 Airborne 2 9 contact (over) Observatory. Did I clear you? (GPWS sounds again) | 518便 2 9は天文台(上空)に接近。通過しましたか？ (GPWSが再び鳴る) |
| CAM 2 | That’s correct, sir. (GPWS sounds again)(GPWS sounds again) | あってます。(GPWSが再び鳴る)(GPWSが再び鳴る) |
| CAM 2 | Aldino, Aldino. Go that way, are we at? | アルディーノ、アルディーノ。あっちへ行こう。今どこなんだ。 |
| CAM 2 | Aldino, Aldino, we’re at 318 not 17… Aldino? Aldino! (GPWS sounds again) | アルディーノ！アルディーノ！17じゃなくて318にいるぞ... アルディーノ？アルディーノ！(GPWSが再び鳴る)                                                                                |
| CAM 2 | Aldino, shit we’re at 318. | アルディーノ、クソ、318だ。 |
| CAM 1 | What the fuck do you want? Turn to the right? (GPWS sounds again) | お前は何がしたいんだ？右に曲がるのか？(GPWSが再び鳴る) |
| CAM 2 | Aldino take that way! | アルディーノそっちだ！ |
| CAM 1 | Fuck, Denis… For Christ’s sake! | クソ、何てこった！ |
| CAM 2 | Aldino let’s turn 360 backwards. We’re going down! | アルディーノ、360度逆回転している、墜落するぞ！ |
| CAM 2 | Ok. | OK。 |
| CAM 1 | Denis… For Christ’s sake! (Stick Shaker Activates) | デニス...何てこった！(スティックシェイカー作動) |
| CAM 2 | Aldino! | アルディーノ！ |
| CAM 1 | Hold on, hold on. | そのまま、そのまま。 |
| CAM 1 | Easy Denis, Easy. (Sound of Crash) | 落ち着け、デニス落ち着くんだ。(衝撃音) |